# SSM Gdynia
SSM Gdynia – polski klub żużlowy z Gdyni. W roku 1948 brał udział w rozgrywkach ligowych. W późniejszym czasie przestał funkcjonować.

## Historia
Gdyński klub wystartował w rozgrywkach ligowych w dziewiczym sezonie 1948. W eliminacjach zajął dziesiąte miejsce, podczas gdy do I ligi wchodziło dziewięć zespołów. W drugoligowych rozgrywkach gdynianie zajęli ósme miejsce. W tym samym sezonie z I ligi spadł GKM Gdańsk i włodarze obu klubów stwierdzili, że nie ma sensu prowadzić dwóch klubów na Pomorzu Gdańskim. Rok później w II lidze wystartowała już tylko jedna drużyna - Związkowiec Gdańsk.
W klubie tym zaczynał karierę zawodniczą Franciszek Stachewicz, zdobywca w 1959 roku polskiego rekordu prędkości w jeździe motocyklem.

## Poszczególne sezony
| Sezon | Rozgrywki ligowe | Rozgrywki ligowe | Rozgrywki ligowe | Uwagi                   |
| Sezon | Liga             | Liga             | Miejsce          | Uwagi                   |
| ----- | ---------------- | ---------------- | ---------------- | ----------------------- |
| 1948  | Eliminacje       | Eliminacje       | 10/16            | Kwalifikacja do II ligi |
| 1948  | II               | II liga          | 8/9              |                         |

| Poziom ligowy | Liczba sezonów | Sezony |
| ------------- | -------------- | ------ |
| II            | 1              | 1948   |

## Osiągnięcia

### Krajowe
Poniższe zestawienia obejmują osiągnięcia klubu oraz indywidualne osiągnięcia zawodników w rozgrywkach pod egidą PZM.

#### Mistrzostwa Polski
Indywidualne mistrzostwa Polski
- 1. miejsce (1):
  - 1947 – Tadeusz Wikaryjczyk (kl. pow. 350 cm³)